# Duisans
Duisans és un municipi francès situat al departament del Pas de Calais i a la regió dels Alts de França. L'any 2007 tenia 1.174 habitants.

## Demografia

### Població
El 2007 la població de fet de Duisans era de 1.174 persones. Hi havia 434 famílies de les quals 64 eren unipersonals (20 homes vivint sols i 44 dones vivint soles), 153 parelles sense fills, 189 parelles amb fills i 28 famílies monoparentals amb fills.
La població ha evolucionat segons el següent gràfic:
Habitants censats

### Habitatges
El 2007 hi havia 471 habitatges, 441 eren l'habitatge principal de la família, 2 eren segones residències i 28 estaven desocupats. 460 eren cases i 11 eren apartaments. Dels 441 habitatges principals, 393 estaven ocupats pels seus propietaris, 42 estaven llogats i ocupats pels llogaters i 5 estaven cedits a títol gratuït; 2 tenien una cambra, 4 en tenien dues, 17 en tenien tres, 64 en tenien quatre i 353 en tenien cinc o més. 410 habitatges disposaven pel capbaix d'una plaça de pàrquing. A 149 habitatges hi havia un automòbil i a 275 n'hi havia dos o més.

### Piràmide de població
La piràmide de població per edats i sexe el 2009 era:
| Homes | Edats   | Dones |
| ----- | ------- | ----- |
| 0     | 95 o +  | 0     |
| 4     | 90 a 94 | 0     |
| 0     | 85 a 89 | 8     |
| 8     | 80 a 84 | 4     |
| 20    | 75 a 79 | 20    |
| 4     | 70 a 74 | 20    |
| 24    | 65 a 69 | 16    |
| 36    | 60 a 64 | 20    |
| 20    | 55 a 59 | 36    |
| 52    | 50 a 54 | 60    |
| 48    | 45 a 49 | 44    |
| 68    | 40 a 44 | 56    |
| 48    | 35 a 39 | 64    |
| 12    | 30 a 34 | 12    |
| 28    | 25 a 29 | 8     |
| 12    | 20 a 24 | 4     |
| 60    | 15 a 19 | 60    |
| 80    | 10 a 14 | 36    |
| 40    | 5 a 9   | 36    |
| 12    | 0 a 4   | 20    |

## Economia
El 2007 la població en edat de treballar era de 794 persones, 574 eren actives i 220 eren inactives. De les 574 persones actives 548 estaven ocupades (312 homes i 236 dones) i 26 estaven aturades (7 homes i 19 dones). De les 220 persones inactives 81 estaven jubilades, 80 estaven estudiant i 59 estaven classificades com a «altres inactius».

### Ingressos
El 2009 a Duisans hi havia 452 unitats fiscals que integraven 1.198 persones, la mediana anual d'ingressos fiscals per persona era de 26.537 €.

### Activitats econòmiques
Dels 76 establiments que hi havia el 2007, 2 eren d'empreses alimentàries, 7 d'empreses de fabricació d'altres productes industrials, 14 d'empreses de construcció, 9 d'empreses de comerç i reparació d'automòbils, 5 d'empreses de transport, 4 d'empreses d'hostatgeria i restauració, 1 d'una empresa d'informació i comunicació, 6 d'empreses financeres, 10 d'empreses immobiliàries, 11 d'empreses de serveis, 4 d'entitats de l'administració pública i 3 d'empreses classificades com a «altres activitats de serveis».
Dels 20 establiments de servei als particulars que hi havia el 2009, 2 eren tallers de reparació d'automòbils i de material agrícola, 3 paletes, 3 fusteries, 2 lampisteries, 3 electricistes, 2 empreses de construcció, 1 perruqueria, 2 restaurants i 2 agències immobiliàries.
Dels 5 establiments comercials que hi havia el 2009, 1 era un supermercat, 2 fleques i 2 botigues de mobles.
L'any 2000 a Duisans hi havia 13 explotacions agrícoles que ocupaven un total de 329 hectàrees.

## Equipaments sanitaris i escolars
El 2009 hi havia 2 escoles elementals. Duisans disposava d'un col·legi d'educació secundària amb 262 alumnes.

## Poblacions més properes
El següent diagrama mostra les poblacions més properes.